# Dewa (zaratusztrianizm)
Dewa, pers. دیو dêv, śr.pers. dev, aw. daēuua, st. pers. daiva, st. arm. դէւ dēw. – zła istota demoniczna w zaratusztrianizmie. Księgi religijne zaratusztrianizmu podają około 40 imion ważniejszych dewów odpowiadających dobrym bytom Ahura Mazdy, Amesza Spentom i Jazatom.

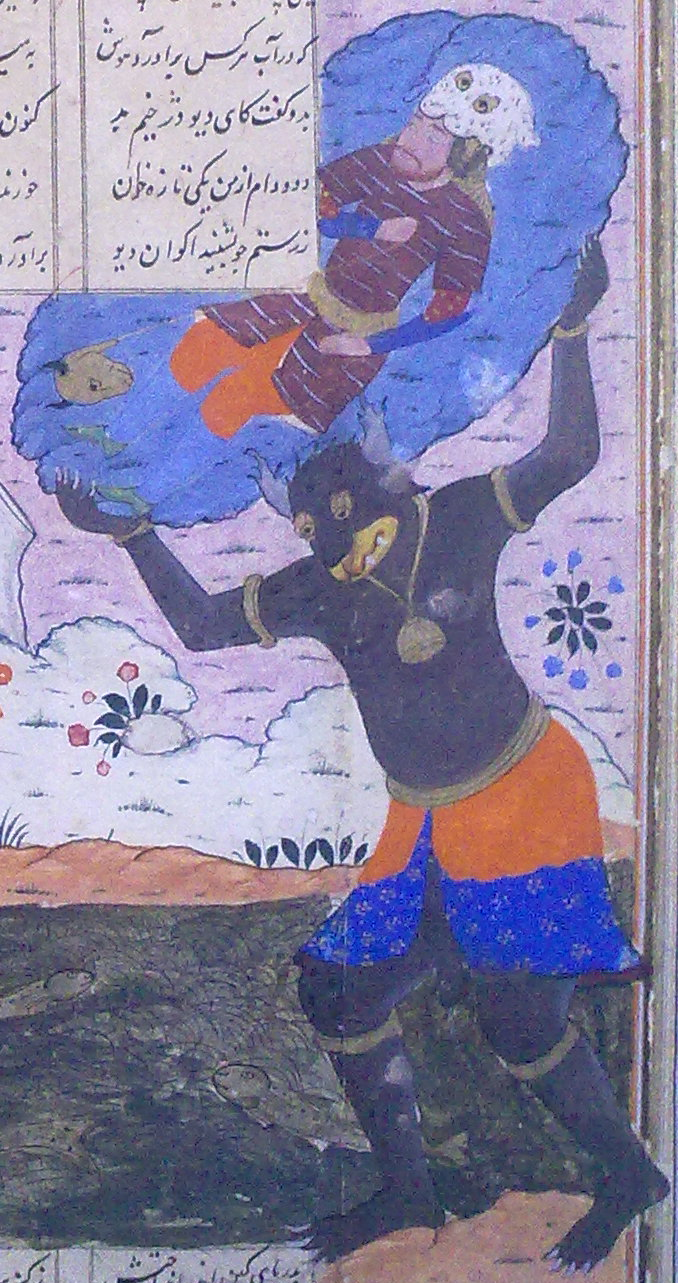
Miniatura perska pokazująca dewy

## Etymologia
Dewa, dawny rzeczownik irański (aw. Daēuua-, st. pers. Daiva-) odpowiadający tytułowi devá- bogów indyjskich, a zatem odzwierciedlający dziedzictwo indoeuropejskie (deiu̯ó-). Przywoływano je za pomocą irańskich wersji wyrażeń powszechnych w retoryce wedyjskiej, na przykład: daēuua- / maṧiia- :devá- / mártja-, vīspa-daēuua-: víśva- devá-, i daēuuo.zušta-: devájuṣṭa-. We fragmencie, w którym zdefiniowano stosunek do zasadniczo negatywnych abstrakcji: drudź-, aka-manah-, pairimaiti- (Y. 32.3), przyjęto konstrukcję składniową nieznaną w języku staroindyjskim. Terminy pejoratywne zastosowane do daēuua to duždāh - „ skąpiec ” i xrafstra-, odnosząc się do szkodliwych stworzeń znanych z Młodszej Awesty, chociaż znaczenie tego terminu w Starszej Aweście nie jest pewne. Z drugiej strony daēuua nigdy nie zostały zidentyfikowane jako drəguuaṇt- „kłamliwi ludzie” W języku staroperskim. Słowo daiva- pojawia się trzy razy w liczbie mnogiej we wpisie Kserksesa I w Persepolis (XPh, 11, 36, 38, 39; Kent, Old Persian, s. 150-52), oraz daivadana - występuje raz, w bierniku w liczbie pojedynczej, w tej samej inskrypcji.
Problemy interpretacyjne. Trudno jest pogodzić fragmentaryczne i chronologicznie nieciągłe informacje o daiva w podanych w źródłach. Istnieje zasadnicza sprzeczność między zapisami Gath, które sugerują, że odrzucenie daēuua stanowiło poważną zmianę w irańskiej myśli religijnej, a faktem, że żaden znany irański dialekt nie potwierdza jasno i na pewno przetrwania ich pozytywnego sensu.

## Geneza

### Dewy indoirańskie
Próby badania dotyczące religii Indoirańczyków skłaniają uczonych do poglądu, że była to religia oparta na kulcie sił przyrody. Wierzyli w istnienie dusz zwierząt którym oddawali cześć. Uznawali pokrewieństwo ludzi i zwierząt i możliwość jednoczenia się duszy ludzkiej z duszą zwierzęcia. Krwawa ofiara ze zwierzęcia miała prowadzić do jednoczenia się duszy zwierzęcia z istotą boską Geusz Urwan. Od myśliwego wymagano odmówienia modlitwy przed zabiciem zwierzęcia. Ofiary składano także wodzie (aw. Aredwi Sura Anahita, sansk. 'Sarasvatī'), ogniowi (aw. Atar, sanskr. Agni), słońcu (aw. Miθrō. sanskr. Mitráḥ) i innym zjawiskom przyrody. Ślad wiary w złe istoty demoniczne wskazuje sposób wyznaczania miejsca kultu. Było ono bardzo proste, placyk który ograniczano rytą w ziemi bruzdą odgradzającą strefę sacrum od złych mocy. Wierzyli w istnienie dusz zmarłych i świata podziemnego (Jima, sanskr. jama). Uczeni spekulują na ile dewy są odzwierciedleniem dawnych indoirańskich bogów chtonicznych związanych z ziemią.

### Dewy mazdaizmu
We wczesnej epoce brązu zaczęła się kształtować pierwotna religia irańska zwana mazdaizmem. Są przesłanki, że inaczej niż w innych religiach boskie atrybuty były rozdzielone, a zarazem czczone jako byty niezależne jak typowe dla bóstw w religiach politeistycznych. Deifikowano takie pojęcia jak Asza przeciwstawiając mu kłamstwo Drug, druh, także Mitra – wymiana, i Varuna – przysięga, zobowiązanie. Ukształtował się panteon bogów z Ahura Mazdą jako centralnym bóstwem.

### Dewy zaratusztriańskie
Kategoria bóstw, do których odnosił się tytuł dewa została całkowicie odrzucona przez zaratusztriańską tradycję religijną, i uległa demonizacji. Trudno jest ustalić, kiedy ta zmiana miała miejsce, i zrozumieć jej znaczenie w ramach teologii mazdaickiej. Z różnych źródeł wynika, że proces ten przebiegał stopniowo pod wpływem reform Zaratusztry. W Aweście. W Gathach daēuua nie stały się jeszcze demonami. Jak twierdzi Émile Benveniste, stanowili oni odrębną kategorię bogów, którzy zostali odrzuceni. Wciąż byli czczeni przez większość Irańczyków (dax́iiu-; Jasna 32.3, 46.1) dotyczyło to także wiernych, którzy przyjęli religię Gath (Jasna, 32.8); w ten sposób funkcjonowali jako integralna część mazdaickiego systemu społecznego i religijnego. Dhalla tak opisuje ten proces: „Nie byli w stanie zrozumieć abstrakcyjnych idei nowego proroka, podczas gdy z łatwością przywołali Mitrę i jego niebiańskich towarzyszy z wyszukanymi rytuałami i ofiarami. Cześć dla tych starszych bóstw, wygnanych przez Zaratusztrę, nie ustała. Władcy z kolei z wielką przychylnością patrzyli na ruch ożywienia wiary indo-irańskiej”. Podziela ten pogląd M. Boyce.
W Gathach, Zaratusztra nie pisał o żadnych spersonifikowanych nazwanych z imienia demonach poza Złym Duchem. Używa do opisu tylko ich atrybutów: zazdrość, wojna, okrucieństwo, choroba fałsz, bezbożność, zawiść. Z kolei w tekstach Młodszej Awesty osobowość większości demonów nie jest także ostro zdefiniowana, a opis ich działalności, znaleziony w późniejszych tekstach Awesty, jest bardzo niejasny i skromny. Niektóre są wymieniane tylko z imienia, bez dodawania informacji o ich funkcji.

#### Za Achemenidów i Sasanidów
Można jedynie założyć, że wspólnota religijna założona przez Zaratusztrę trwała i rozwijała się po jego śmierci.Jasna Haptaŋhaitī jest wytworem tej społeczności. Wraz z konsolidacją Iranu za czasów Achemenidów jego religia w różnych formach ewoluowała nadal, dotarła do zachodniego Iranu, gdzie napotkała inne formy religii irańskiej nie tylko podobne do mazdaizmu ale i do siebie nawzajem, ale także do religii mezopotamskich i innych religii na Bliskim Wschodzie. Z okresu Achemenidzkiego jest niewiele wzmianek perskich o Dewach. W inskrypcji z Behistun król Dariusz wspomina aluzyjnie jedynie Arymana, W inskrypcji Kserksesa I w Persepolis odnoszącej się do jednego z sanktuariów wymieniono daivy. O dewach pisz też Plutarch: „Kiedy Oromazdes stworzył sześciu Amesza Spentów, Areimanios powołał taką samą liczbę demonów”. Herodot pisze również, że Persowie uważali kłamstwo za najbardziej haniebne.
Dopiero w literaturze z okresu Sasanidzkiego znajdują się bardziej konkretne wyobrażenie o ich roli i miejscu w zastępach Arymana. Dewy to demony obu płci, podobnie jak ich odpowiedniki niebiańskie. Przeciwko vispe Jazata, czyli „wszystkim świętym istotom”, stoją zastępy „wszystkich złych istot” vispe Daeva. Największym ze wszystkich demonów jest Angra Mainju, który stworzył te złe istoty w opozycji do [262] Jazatów. Amesza Spentowie i część Jazatów mają określone Dewy jako specjalnego przeciwnika zaangażowanego w udaremnianie boskiej woli. Nie tylko o niegodziwych duchach mówi się tam jako o Daeva, ale także o koczownikach z królestw Gilanu i Mazanderanu, określonych jako Mazainja w Aweście. „Nieustannie nękają wraz z bandami pozbawionych wiary najeźdźców osady wyznawców Mazdy, zagrażając ich własności, dewastując ich pola i zabierając ich stada”. Są tam określani jako Daeva. Sodomita jest również w tej literaturze nazywany Daeva i czcicielem Daeva, a także kochankiem Daeva; uważano, że jest on daeva za życia i pozostaje daeva po śmierci. Wszelkie zło moralne i przeszkody fizyczne zostało spersonifikowane, skatalogowane i usystematyzowane w tej demonologii. Każdej chorobie przypisano jej własnego demona jako przyczynę choroby. Zarodki chorób i śmierci, zarazy i zarazy są określono metaforycznie jako Daeva. Ogień Ahura Mazda służyć miał do zabijania tego typu Daeva tysiącami, wszędzie tam, gdzie rozprzestrzeniał się zapach świętego płomienia. Pisano, że gdyby słońce nie wschodziło, a światło dzienne nie ograniczałoby ich mocy wyrządzania krzywdy pod osłoną ciemności, Daeva zabiłyby wszystkie żywe istoty. W okresie sasanidzkim i po podboju Iranu przez Arabów do X w. za podejrzane do skłonności demonicznych uważano kobiety, w odróżnieniu do szacunku jakim obdarzał je w Gathach Zaratusztra i jakim cieszyły się jeszcze za Achemenidów.

#### Czasy islamu - Dewy w Szachname
Dewy i mity o nich są dobrze reprezentowane w perskiej Księdze Królów Szachname. Często wiedza, o niektórych dewach zaratusztrianizmu pochodzi z eposu Firdausiego, który powstał już w czasach panowania islamu.

## Mitologia

### Stworzenie Dewów
I. Epoka

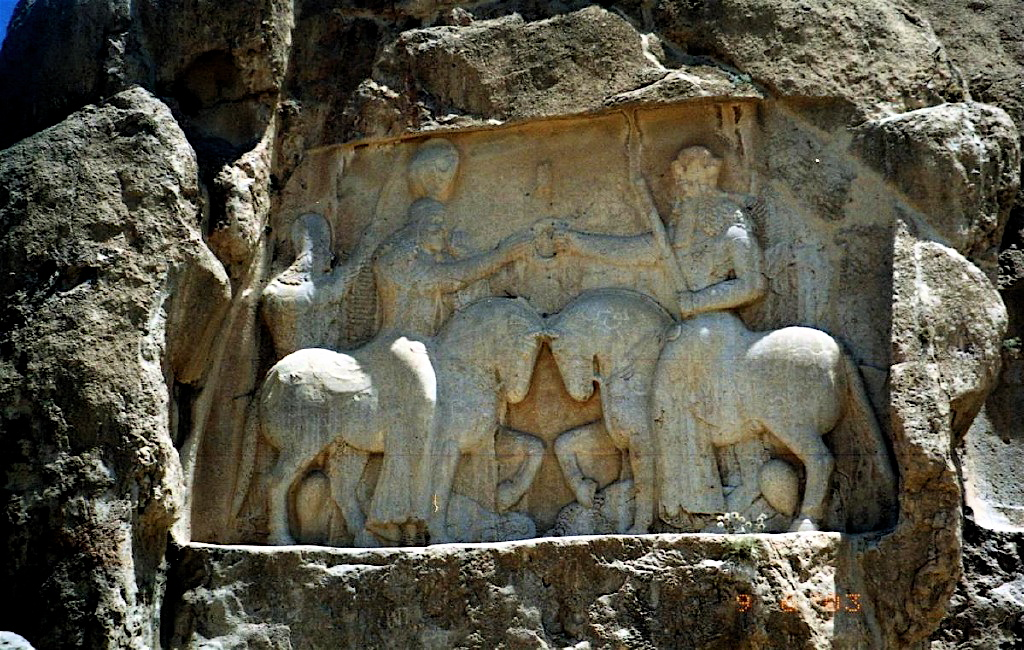
Ahura Mazda przekazuje chwarenach -inwestyturę królowi Ardashirowi I. Relief Naksze Rostam, 241 r. n.e.

„Na początku były dwa duchy: Ormazd (Ahura Mazda) i Aryman (Angra Mainju). Ormazd przebywał w górze, w nieskończonym blasku. Aryman w dole, w mroku nieprzeniknionym. Wszystko co dobre – mądrość, prawość, jasność, piękno – zawarte było w Ormazdzie, wszystko co złe w Arymanie. I tak było od nieskończoności.”
To była Pierwsza Epoka
II. Epoka
„Aż wydarzyło się, że promień blasku przeniknął mrok i Aryman poznał, że nie jest sam; że jest jeszcze coś innego. Przyciągnięty blaskiem podążył w górę i chciał ową jasność pochwycić”.
Ahura Mazda mimo że nie jest wszechmocny, jest wszechwiedzący (Jasna 46:19) w odróżnieniu od Arymana i tchnął w życie plan, dzięki któremu Zło miało zostać w przyszłości obezwładnione. W tym celu powołał do istnienia Wszechświat, a jego elementy umieścił we właściwych „miejscach” i wyznaczył im odpowiednie funkcje. Proces stwarzania zawarł się w kilku etapach. Na początku pierwszej epoki, w modlitwie Ahuna Vairja (Jatha Ahu) wygłosił Arymanowi przepowiednię o jego klęsce na końcu czasów. Arymana ta wizja najpierw tak przeraziła, że zapadł się i ukrył w swojej otchłani:
„Ormazd jednak przemądry rzucił w niego słowem modlitwy, które odebrało siły władcy ciemności, tak że spadł w przepaść i przebywał tam przez trzy tysiące lat”.
Wtedy to Ahura stworzył świat duchowy, a w nim wszystkie istoty niebiańskie (menog). W trakcie zaś drugiej epoki, Mazda powołał do bytu świat istot żywych (materialnych), ale najpierw w świecie myśli i w formie duchowej. Naturą zła jest Kłamstwo toteż Angra Mainju ostatecznie nie uwierzył przepowiedni Ahura Mazdy dotyczącej tego, co go może na końcu Czasu spotkać. Wyłonił się ponownie z otchłani. Mazda znając jego możliwą przyszłość zaproponował mu pokój i opamiętanie, co Arymana utwierdziło w niewierze w swoją klęskę i ostatecznie wybrał on zło jako swoją naturę, odrzucając dobro. Tak zakończyła się wspomniana wyżej druga epoka, a zaczęła trzecia, (na podstawie Gath i Bundahiszn).
III. Epoka
Na początku trzeciej epoki, Bóg nadał istotom żywym i nieożywionym formę materialną, i narodził się w ten sposób Świat Materialny. Wszystkie twory Ahury były dobre, w tym stanie doskonale statyczne i niezmienne – wszystko doskonałe i na swoim miejscu. Następnie Bóg puścił świat w ruch, uruchamiając upływ czasu i nadając wszystkiemu cielesność i to też było dobre (Bundahiszn). Jednak wtedy Angra Mainju, dostrzegłszy Materię Świata, natychmiast zaatakował i skaził wszystkie twory i stworzenia Ahura Mazdy. Zaatakował ziemię, tworząc pustynię, zasolił wodę w morzach, przebił południową stronę nieba, spowodował więdnięcie roślin, śmierć pierwszego byka oraz pierwszego człowieka, a na koniec „popsuł” nieskalaną czystość ognia, tworząc dym.
Aryman zepsuł całą podłością dziesięć materialnych stworzeń, którymi są niebo, woda, ziemia, roślina, dobroczynne zwierzę, metal, wiatr, światło, eter czyli ataš, czyli Ogień i człowieka. Klęska, ból, choroba, śmierć oraz inne szkody i zepsucie kiedykolwiek dotarły do tych dziesięciu stworzeń, które są materialne, dzięki tym zwodniczym siłom. Esencją Arymana, są zimno, susza głód, ciemność i smród i to są przejawy zła. Taki był koniec trzeciej epoki.
(na podstawie Bundahiszn)
Od tego czasu zaczęła się epoka „zmieszania” i walki dobra ze złem (Gumeziszn, draugawant), w której obecnie żyjemy.

### Dewy w świecie Gumeznisz
IV. Epoka

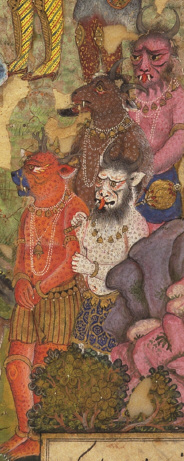
Miniatura perska, fragment z demonami, ilustracja do Szahname, 1655 r.

W świecie zmieszanym toczy się nieustająca walka między Ahura Mazdą i sprzymierzonymi z nim dobrymi istotami w tym ludźmi, a zastępami Arymana złożonymi z nieprzeliczonej rzeszy Dewów. Prawem Ducha Zła jest niegodziwość, jego religia to magia, jego broń to kłamstwo, a jego dzieło jest ukrywaniem natury rzeczy. Jego dewizą jest: „Nie pytaj mnie, nie poznaj mnie; bo jeśli mnie pytacie i znacie, nie pójdziecie za mną. Wielki Bundahiszn rozdział XXVII. 48.
Zmagania ludzi z demonami w Arjanem Waedżo opisują Mity o początku ludzkości: Mit o Jimie i Warze, Smoku Azi Dhaka.
Praca demonów. Wszystkim demonom przydzielono specjalne prowincje w obu światach. Aktywna praca i męczący wysiłek człowieka zadają im ciosy; na przykład, gdy rolnik uprawia swoje pola i sieje zboże, demony są przerażone. Kiedy zboże rośnie, demony zaczynają z przerażenia i mdleć, narzekają i uciekają do swoich siedzib. Dewy rozprzestrzeniają nieczystość i skalania na ziemi, by stworzenia Ahury cierpiały, i po to by obezwładniać tego, który porusza się bez świętego sznura kusti (wiernego). W chwili pojawienia się Zaratusztry Aryman natychmiast postanowił go zaatakować. Akoman został wysłany przez Arymana, by zatruć myśli Zaratusztry, ale Vohu Manah temu zapobiegł. Nie dopuściły do ruchu gwiazd, księżyca i słońca, dopóki Frawaszi nie wskazali drogi ciałom niebieskim. Walka toczy się wszędzie, nawet te planety, które poruszają się w dużej liczbie w sferze niebieskiej, są w stanie wojny. Ich wodzami są planety, głowa i ogon Smoka oraz ogoniasty Mushparik (komety). Za dobre ciała niebieskie uważano gwiazdy, np. Syriusza (Tisztra) natomiast planety, które wędrowały na nieboskłonie uznawano za demoniczne. Zwierzęta i rośliny też dzielono na dobre i złe – demoniczne (przykładowo złe bo szkodliwe: węże, żaby, jaszczurki, wróble, muchy, i trujące rośliny). Niszczenie szkodników uznawano za czyn pobożny i akt walki z demonami. Czciciele Daeva. W przeciwieństwie do wiernych zwanych Mazdajasni lub czcicielami Mazdy wszyscy poganie i niegodziwcy nazywani są Daevajasni, czyli czcicielami demonów. Jatus, czyli czarownicy, zwykle łączą się z tą klasą złych istot. Zaratusztrianie przeciwko demonom. W hymnie „Wyznanie wiary”, który wierny recytuje od chwili gdy zostaje obdarowany świętym sznurem kusti, a następnie powtarza przez całe życie w każdej codziennej modlitwie, ogłasza siebie czciciel Mazdy i wrogiem demonów.

### Fraszokereti klęska dewów
V. Epoka
Pod koniec tej epoki nastanie czas Odnowienia Świata – Fraszokereti: Saoszjant i zastępy dobra stoczą ostateczną walkę pokonując Arymana i jego demony:
Następnie Ohrmazd chwyci złego ducha, Vohuman Akomana, Ardwahiszt Andara, Szahrewar Savar, Spandarmad Taromaiti, który jest Naunghas, Hordad i Amurdad pochwycą Taireva i Zairicha, mówiąc prawdę o tym, co jest złem, Srosza uderzy Eszmie. 30. Wówczas na placu pozostaną dwa dewy, Ahryman i Az; Ohrmazd przybędzie na świat, sam Zota i Sraosza Raspi, trzymając Kusti w ręku; pokona przez formułę Kusti moce złego ducha i Azi uczyni ich bezsilnymi, zbiegną z powrotem poprzez most, przez które (Aryman) przerzucił przedtem między niebem a ziemią, w mrok i ciemność. 31. Goczir spali węża (mar) w stopionym metalu, a smród i zanieczyszczenia, które były w piekle, zostaną wypalone płynnym metalem, a on (piekło – Aryman) stanie się całkiem czysty. 32. On (Ohrmazd) zerwie sklepienie z (otchłani, do której uciekł zły duch, (i oczyszczone w tym metalu); sprowadzi (czystą) ziemię piekielną z powrotem w celu rozszerzenia świata; nastanie odnowa wszechświata z jego woli, a świat stanie się nieśmiertelny na wieki wieków.

## Demonologia zaratusztriańska
Podstawowym źródłem listy demonów zaratusztriańskich są pisma z okresu sasanidzkiego pisane w języku średnioperskim (pahlawi). Takie jak: Bundahiszn, Wielki Bundahiszn, Księga pobożnego Wiraza (Arda Viraz Namag), Denkard. Informacje są także rozsiane w tekstach starszej i młodszej Awesty. Pomocne są także zapisy w księgach Zurwanizmu i Manicheizmu.

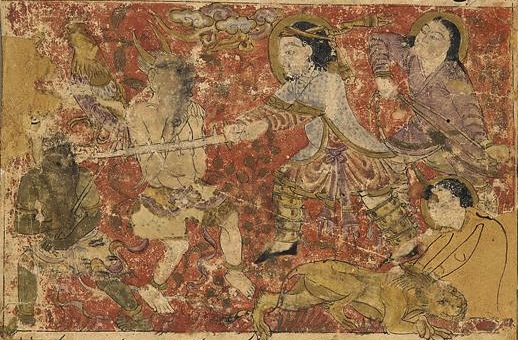
Miniatura perska, Balami - Tarikhnama - Hushang walka z demonami, XIV w.

### Heptada Arymana

#### Heptada gathyjska
1. Aryman (Drudź) – Zły Duch
2. Aka Manah – (Jasna 33:4) – demon złych myśli i złych emocji, "Zły umysł", określenie uosobione jako demon w zaratusztrianizmie. Najwyraźniej nie jest jeszcze całkowicie uosobione w Gathach.
3. Śaura – demon tyranii, represji i prześladowań
4. Taromaiti (Jasna 33:4) – demon bezbożności i niewiary
5. Zairi – demon głodu i pragnienia oraz chciwości
6. Aeszma (Jasna 29:1) – demon gniewu, wściekłości, złości, zawiści
7. Tauru – demon choroby i cierpienia

#### Heptada opisana w źródłach sasanidzkich
Skład heptady Arymana nigdy nie został jednoznacznie określony, M.N. Dhalla w swojej Historii Zaratusztrianizmu podaje jeszcze inne zestawienie uwzględniające źródła średnioperskie:
1. Aryman (Drudź) Zły Duch – przeciwnik Ahura Mazdy – Dobry Duch
2. Aka Manah (Akoman) – zła myśl, przeciwnik Wohu Manah – dobra myśl
3. Indar (Indra) zmrożenie umysłu, niewiara – przeciwnik Spenta Aszy – prawo, prawda, ład
4. Naonhaithja (Nanghait) niezadowolenie – przeciwnik Spenta Armaiti – święte oddanie, wiara
5. Saurva (Sawar) – zły autorytet, ucisk, bezprawe i podłe pragnienia – przeciwnik Spenta Kszatry – właściwe panowanie, królewskość
6. Taurwi (Tauriz) choroba, gorączka, trucizna – przeciwnik Spenta Hurwatat – zdrowie
7. Zauri (Zariz) pragnienie, głód – przeciwnik Spenta Ameratat – nieśmiertelność

### Lista dewów
Oprócz sześciu wielkich demonów, które przeciwstawiają się sześciu Amesza Spentom wymienianych jest ponad 35 dewów (hamkar), z których część wymieniana jest także jako przeciwnicy Amesza Spentów, część ma przypisanych przeciwników w postaci jazatów, część symbolizuje skalania. (Bundahiszn XXVII.51)
1. Akatasz – zakłamanie, wypaczenie np. W. Bundahiszn XXVII[9]
2. Ale – jest tym, co czczą w Indiach; w bożkach, jak czczony jest Butasp (Budda) np. W. Bundahiszn XXVII[9]
3. Anasztih – walka, agresja, wojna, np. Chidag Andarz Porjotkeszan 38[10]
4. Anast – fałsz np. W. Bundahiszn XXVII[9]
5. Apausz i Spenjaghra – demony suszy np. W. Bundahiszn XXVII[9]
6. Araska – zemsta np. W. Bundahiszn XXVII[9]
7. Aszmogh (awest. Aszemaogha) – odstępstwo, herezja Khord. Aw. 12.21[11]
8. Az – chciwość, żądza, pożądliwość np. W. Bundahiszn XXVII[9]
9. Buht – bałwochwalstwo np. W. Bundahiszn XXVII[9]
10. Buszasp – lenistwo (awest. Buszjasta) – np. W. Bundahiszn XXVII[9]
11. Diwzhat (awest. Daebaaman) – oszustwo, hipokryzja
12. Eszm (awest. Aeszma) – gniew np. W. Bundahiszn XXVII[9]
13. Freptar – roztargnienie i dekoncentracja np. W. Bundahiszn XXVII[9]
14. Jeh (awest. Jahi), dosł. dziwka – nierząd np. W. Bundahiszn III[12]
15. Mitokht (również Mithaokhta) – sceptycyzm fałsz np. W. Bundahiszn XXVII[9]
16. Nang – hańba i niehonorowość np. Dadestan-I Denig 53[13]
17. Nas lub Nasa (awest. Nasu) – nieczystość i skalanie, brud np. W. Bundahiszn XXVII)[9]
18. Nijaz – pożądanie bogactwa, chciwość np. W. Bundahiszn XXVII[9]
19. Pinih – skąpstwo, i sknerstwo np. W. Bundahiszn XXVII[9]
20. Raszk – (awest. Areszko) zazdrość np. Denkard 9.30.4[14]
21. Sij – demon zniszczenia np. W. Bundahiszn XXVII[9]
22. Sitoj – demon negacji i nihilizmu np. Dadestan-I Denig 53[9]
23. Spazg – oszczerstw np. W. Bundahiszn XXVII[9]
24. Spuzgar – zaniedbanie np. Andarz Khosru-I-I-Kavatan
25. Taromaiti – pogarda. W. Bundahiszn XXVII[9], patrz Az i heptada awestyjska
26. Varun – nienaturalne pożądanie np. W. Bundahiszn XXVII[9]

Inne dewy:
1. Aghasz – złe oko np. W. Bundahiszn XXVII)[9]
2. Astwihad – demon śmierci (awest. Asto-widhatu lub Asto-vidatu) np. W. Bundahiszn XXVII)[9]
3. [Azi- / Az-] Dahak (awest. Azi Dahaka) – wąż, jak potwór króla. (na przykład, J 4)
4. Cheszma – ten, który przeciwstawia się chmurom, powoduje trzęsienia ziemi i wiry np. W. Bundahiszn XXVII)[9]
5. Kunda – Rumak który przenosi czarowników np. W. Bundahiszn XXVII)[9]
6. Uta – ten, który powoduje chorobę przez żywność i wodę np. W. Bundahiszn XXVII)[9]
7. Vizaresz – ten, który walczy o dusze zmarłych np. W. Bundahiszn XXVII)[9]

Najbardziej destrukcyjne są Astiwihad, demon śmierci, która rzuca pętlę śmiertelności wokół męskich szyj po urodzeniu i Az, który jest najbardziej zdolny do zniszczenia „wrodzonej mądrości” człowieka. Az jest przyczyną herezji i zaślepienia sprawiedliwego, by nie był on w stanie rozpoznać prawdy i fałszu.

## Dewy w innych religiach

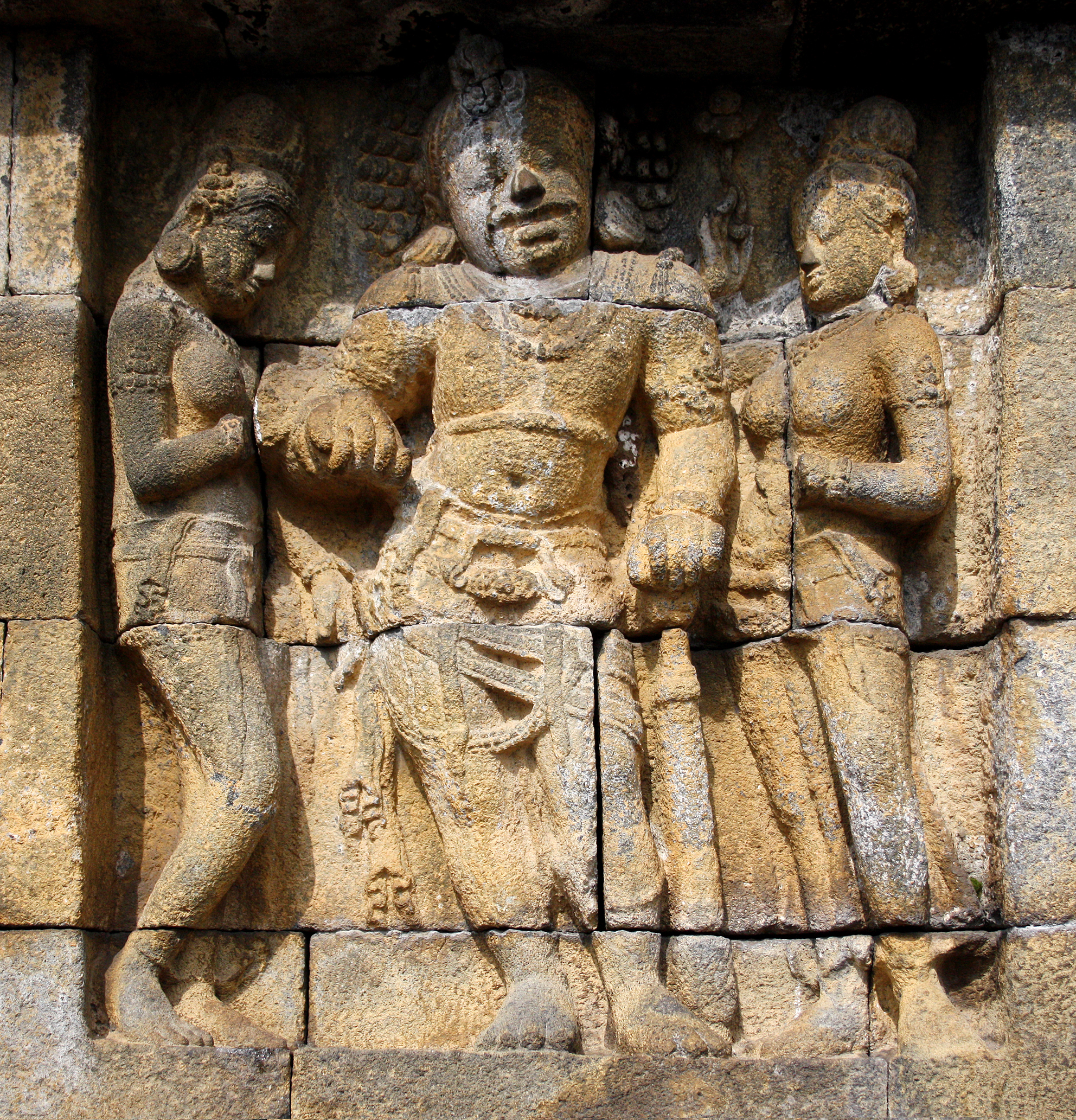
Asura Dvarapala, płaskorzeźba ze świątyni Borobudur, Jawa, VIII w.

### Hinduizm - Asurowie
W wedyjskim i późniejszym hinduizmie i mazdaizmie termin Asura jest językowo związany z Indo-Irańskim ahuras. Ahury w mazdaizmie i Asury w hinduizmie, a także Daeva w mazdaizmie i Deva w hinduizmie, mają role przeciwstawne. Oznacza to, że pojęcie Ahura ewoluowało, aby reprezentować dobro w mazdaizmie, podczas gdy Asura ewoluuje w Indiach, do określenia istot reprezentujących zło w religii wedyjskiej. Przykładowo Dewa Indra w Indiach, jest bogiem niebios, burz, rzek i wojen, zaratusztriański dewa Indar jest demonem niewiary i przeciwnikiem Aszy - prawa, prawdy i ładu.

### Zurwanizm
Zurwanizm był przez zaratusztrian uważany za herezję. Wywodzi się z mazdaizmu i pierwotnych wierzeń indoirańskich, lub według najnowszych teorii ten mit był jednym z wielu wariantów kosmogonii zoroastryjskiej. Wciąż jest to przedmiotem dyskusji. Zurwan jest znany jako mniejszy bóg w tekstach Awesty. Nie jest często wymieniany, ale jest wyraźnie obecny jako jedno z wielu abstrakcyjnych bóstw, w tym przypadku reprezentujące pojęcie „czasu” w znaczeniu „okresu czasu”. Jest alternatywną wersją zoroastryjskiego mitu stworzenia. Dwa duchy Ormazd i Aryman są przedstawiani jako bliźniaczy potomkowie wcześniejszego boga Zurwana. Zurwanizm ma mało znaną demonologię trudną do rozróżnienia z demonologią zaratusztriańską.

### Manicheizm
Ogromne znaczenie demonologii w doktrynie manichejskiej wynika z jej dualistycznego charakteru, czyli założenia dwóch niezależnych i wiecznych królestw światła i ciemności, dobra i zła, życia i śmierci. Świat ciemności był aktywny w wielu demonach i przez nie, a ponieważ zło było rzeczywistą, materialną i duchową substancją, demony również istniały naprawdę. Dewowie manichejscy byli źli pod każdym względem i od samego początku; i istnieli wszędzie, na niebie i na ziemi, na suchym lądzie i na morzu, w roślinach, zwierzętach i ludziach. Wywołali grzech i przynieśli choroby, byli odpowiedzialni za ciepło i zimno oraz złą pogodę. Z drugiej strony manichejska koncepcja tego, czym jest demon, pozostaje niezwykle abstrakcyjna. Większość nazw grup demonów to rzeczowniki apelacyjne, czyli rzeczowniki, które mogą być również używane jako przymiotniki. Gdy są używane w ten sposób, mogą wykraczać poza ograniczenia dokładnej terminologii Poza tym niektóre terminy są etycznie neutralne i mogą być również używane w bonam partem. Demony są tak ściśle utożsamiane z etycznymi aspektami zła, że wiele z nich pojawia się jako uosobione cechy zła. Zło, zgodnie z doktrynami Maniego, przejawia się głównie (choć nie wyłącznie) jako chciwość, pragnienie zniszczenia (gniew), zazdrości i żalu. Chciwość jest znakiem zła i jako Āz stała się nazwą arcy-demonicy Hylē w tradycji wschodnio-manichejskiej. Chciwość to pożądanie seksualne, w tym wola prokreacji, a także chciwość i obżarstwo. Kefalaion wspomina o „kradzieży, rabunku, pożądliwości i wszeteczeństwie” oraz „nienasyceniu Mamona ”. Mit prokreacji pierwszej pary ludzkiej jest typowym przykładem kanibalistycznego obżarstwa i grzesznych aktów seksualnych eo ipso. Informacje o ostatecznym losie demonów są rzadkie, a jeśli podane, sprzeczne. Te demony, które stały się materiałem do budowy świata, zostały zabite. Inni zostali uwięzieni i zostaną na zawsze w Bōlos (i w Taphos). O gigantach mówi się, że zostali zabici („wymazani z ziemi”) przez karzące anioły i że będą żyć uwięzione przez tysiąc lat. Bardzo wiele demonów i ich cech zostało przejętych z demonologii zaratusztriańskiej.
- Āsrēštār, Āšaqlūn – klasa dewów, odgrywająca kluczową rolę w kosmogonii manichejskiej jako twórcy ludzkości, mająca dwie role demonów stwórców (w tej funkcji częściowo utożsamianych z Āz „Chciwość”) i uwodzicieli pierwszych ludzkich kobiet[19].

### Judaizm, chrześcijaństwo, islam
Judaizm

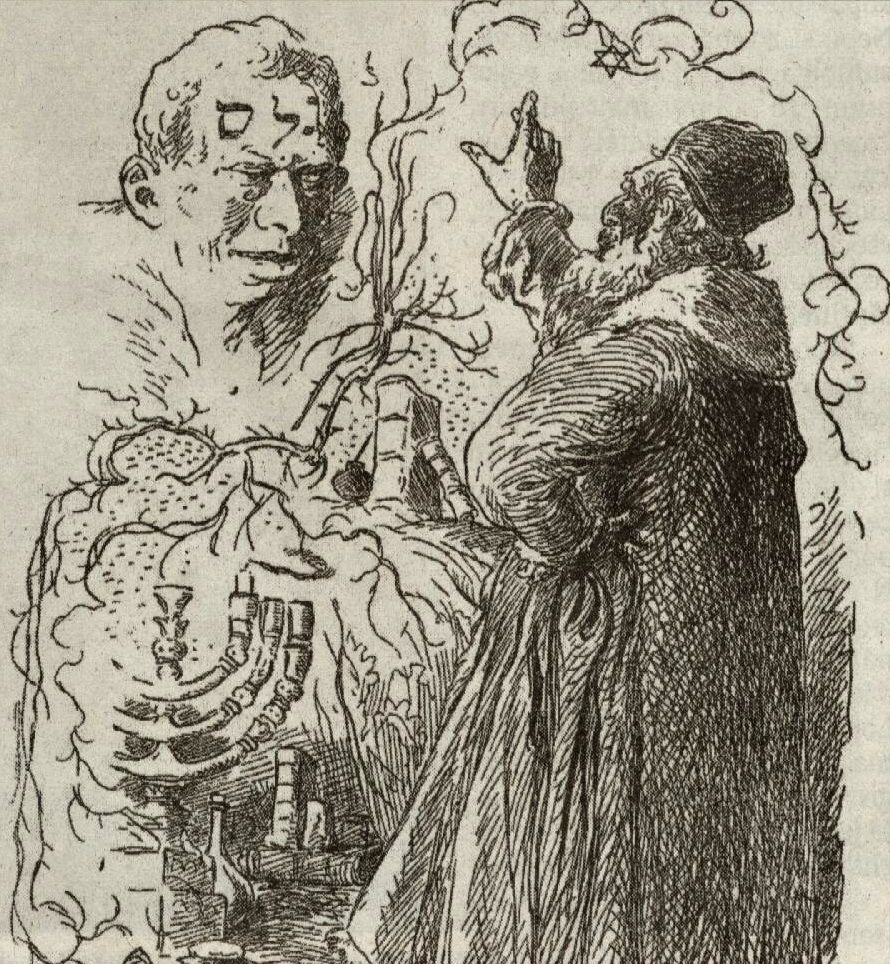
Rabbi Löw ożywia Golema, rysunek Mikoláš Aleš (1852–1913)

Zachowały się liczne śladów wiary w demony, które przetrwały w Biblii, jest jednak temat polemik i kontrowersji wśród uczonych i teologów. Zaratusztrianizm i judaizm wykazują wiele podobieństw w dziedzinach angelologii i demonologii. Podobieństwa zostały szczególnie podkreślone przez żydowskich uczonych rabinicznych Schorra i Kohuta. Ma to świadczyć o silnym wpływie zaratusztrianizmu na judaistyczne poglądy w dziedzinie angelologi i demonologii. Odmienne zdanie prezentował James Darmesteter utrzymując, że wczesna myśl perska była pod silnym wpływem idei żydowskich. Podkreślił, że Awesta, która została ostatecznie zapisana między II a IV w. n.e. i jest w dużym stopniu obciążona obcymi naleciałościami, zwłaszcza wywodzącymi się z judaizmu, a także pochodzącymi z neoplatonizmu. Współcześni uczeni Mary Boyce i Valts Apinis zwracają uwagę, że Darmesteter nie znał wielu odnalezionych w XX w. źródeł apokryficznych takich jak teksty z Nag Hamadi, czy zwoje z Qumran znad Morza Martwego, na podstawie których można wykazać poważne wpływy zaratusztriańskich koncepcji na judaistyczną demonologię, nie negując wzajemnego przenikania i powiązań z innymi religiami.
Oficjalna religia Izraela znana z Biblii kontrastuje z większością współczesnych politeizmów. Magia była zabroniona Izraelitom od bardzo wczesnych czasów, ponieważ już najstarszy zbiór praw, Księga Przymierza, zawiera polecenie: „Nie będziesz tolerował czarowników” (Wj 22:17 [Eng. 22:18]; por. Pwt 18: 10–12), a Saul wyrzucił praktykujących nekromancję z ziemi (I Sam. 28: 3). Nieszczęścia i choroby nie pochodziły od demonów, ale od Boga. „Czy w mieście będzie zło, a Pan tego nie uczynił?” (Amos 3: 6). Zły duch, który niepokoi Saula, jest „złym duchem od Pana” (I Sam. 16:14).
Demony umiejscawiane są na pustyniach lub w ruinach (Lev. 16:10; Isa. 13:21; 34:14). Zadają ludziom choroby (Ps. 91: 5–6). Niepokoją ludzkie umysły (Saul; I Sam. 16:15, 23) i oszukują ich (1 Królów 22: 22–23). Biblia często wspomina o cieniach umarłych, ale „zbór cieni” (Prz. 21:16) żyje w cieniu poniżej i nie sprawia kłopotów żyjącym. Niektóre cechy kultu Izraela mają formalne podobieństwo do środków apotropeicznych stosowanych w innych religiach. Przykładowo dzwonki na szacie arcykapłana (Wj 28: 33–35) przypominają użycie dzwonków w innych kulturach i przekonanie, że ich zastosowanie powstrzymuje demony. Także rogi (Wj 19,16; Kapł. 25: 9; i in.), kadzidło (Kapł. 16: 12–13), kolor niebieski (Num. 15:38), z tekstów pism świętych - (filakterie; Pwt 6: 8; 11:18) – wszystkie mają funkcję odpierania złych duchów.
- Przykłady istot demonicznych[25][26]
- Diabeł (gr. διάβολος diábolos – oskarżyciel, oszczerca) – w judaizmie i chrześcijaństwie ogólna nazwa dla złych, upadłych aniołów;
- Szatan w judaizmie nie jest fizyczną istotą rządzącą światem podziemnym, w Torze słowo szatan oznacza „oskarżyciela”, „przeszkodę” lub „kusiciela”.
- Strażnicy-Anioły (aramejski עִיר ʿijr ten który nie śpi) – nazwa zarówno do dobrych, jak i złych Strażników, ale przede wszystkim na zbuntowanych przeciwko Bogu.
- Lilith (/ l ɪ l ɪ θ / Hebr.: לִילִית Lilit) w Iz 34:14; z sumeryjskiego lil, „powietrze” (Talmud babiloński z III – V w n.e.). Lilith jest często postrzegana jako niebezpieczny bezpłodny demon ciemności, który kradnie dzieci nocą. Według Kabały i szkoły Raszby królowe demonów, Agrat Bat Mahlat, Naamah, Eiszeth Zenunim i wszystkie ich kohorty rodzą dzieci, z wyjątkiem Lilith.
- Szedim (także obcy bogowie) – według demonologii żydowskiej, jeden z trzech podstawowych typów demonów, obok maz(z)ikim i ruchot (jid. ruches). Sefer ha-Zohar dzieli szedim[27], na: duchy podobne do aniołów, wyglądające jak ludzie; sz. jehudajim – duchy żydowskie, których władcą jest Asmodeusz; oraz na sz. owde(j) – duchy „drugiej strony” (sitra achra) i podobne do zwierząt. Słowo to jest powiązane z akadyjskim šêdu („demon”; dobrym lub złym). (Sefer ha-Zohar – III, 253a, Pwt. 32:17; Ps. 106: 37; por. I Kor. 10:20).
- Seirowie – („włochate demony, satyry”) stosowane z pogardą wobec obcych bóstw (Kpł 17: 7; II Kron. 11:15).
- Mawet (Mawet) – hebrajskie słowo oznaczające śmierć, (Izajasz 28:15, 18: i Jeremiasz 9:20 [inż. 9:21]:.
- Reszeph – bóg religii kananejskiej,W Habakuku 3: 5
- Asztaroth[28] (asztarot) – demon żeński, plaga, imię od Astarte (Pwt 33:29; Ps. 78:48 (Ps. 76: 4 [Eng. 76: 3]; Pieśń 8: 6)
- Dewer – Zaraza (Hab. 3: 5). w Psalmach 91: 5–6:
- Azazel Azʾazel – demon pochodzenia akadyjskiego, który żyje na pustyni, jeden z ważniejszych upadłych aniołów, (Kapł. 16: 8, 10, 26).
- Pomniejsze demony – dybuki, duchy, golemy

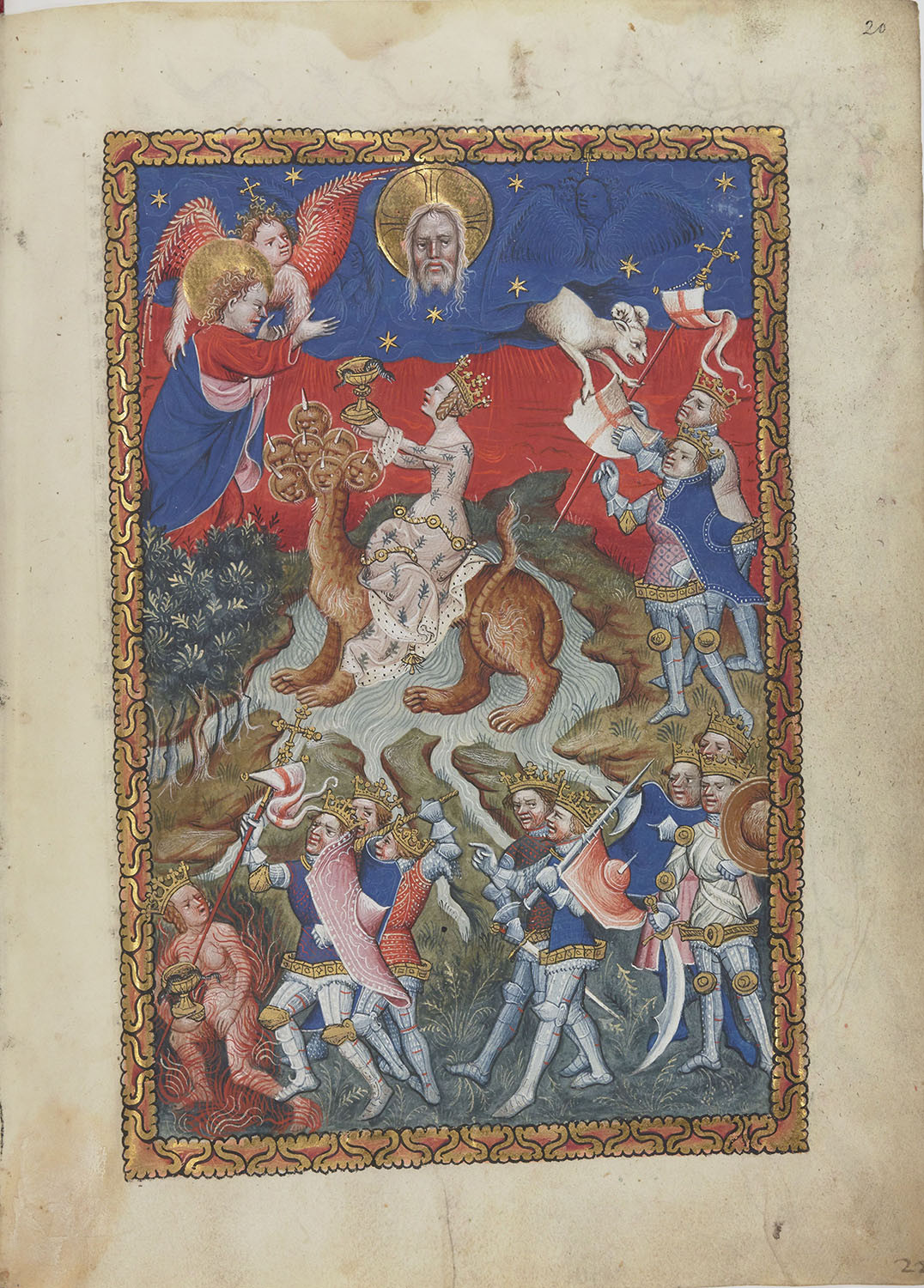
Miniatura z kodeksu flamandzkiego, scena z Apokalipsy z demonami XV w.

#### Chrześcijaństwo

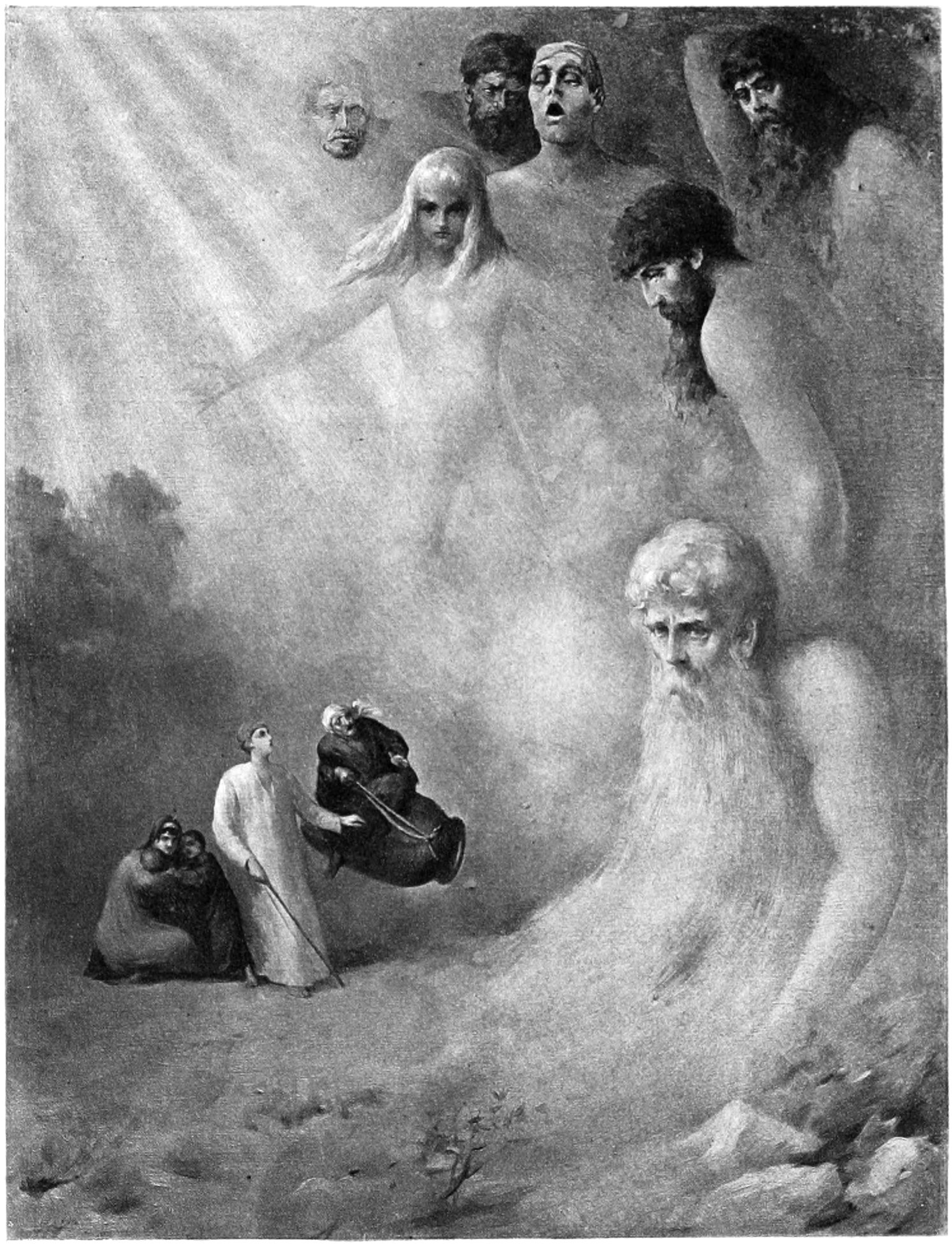
Ilustracja do Baśni z 1001 nocy, Letchford, Hasanowi z Basry ukazuje się 10 ifritów, 1897 r.

Chrześcijaństwo, prawdopodobnie pod wpływem angelologii sekt żydowskich, takich jak faryzeusze i esseńczycy, a także świata hellenistycznego, jeszcze bardziej wzmocniło i rozwinęło teorie i wierzenia w anioły i demony.
- Przykłady istot demonicznych
- Legion[29] jako imię demona występuje tylko w Ewangelii Marka 5.9, i 15 i równolegle u Łukaszu 8.30. Znaczenie wyjaśniono w kontekście, gdy demon odpowiada: „Legion to moje imię, bo jest nas wielu” (Ew. Marka 5.9). Nieco inne wyjaśnienie występuje w Ewangelii Łukasza 8.30
- Asmodeusz, wymieniony w Księdze Tobiasza (3, 8 i 8, 3), najprawdopodobniej wywodzi się z awestyjskiego słowa aēšma- i daēuualub, w śr. pers. pokrewne xēšm-dēw, oba oznaczają „demona gniewu”. Ponieważ teksty talmudyczne czasami nadają formę אשׁמדיי dla Asmodeusza, jego imię jest związane z hebrajskim שׁמד (niszczyć, eksterminować). Asmodeusz nie występuje jako imię demoniczne w hebrajskiej Biblii
- Smok[26], (hebr, Tannin תנין, gr, Drakōn, łac. draco), imię które jest używane w Nowym Testamencie (33 wystąpienia) i Pseudepigrafii dla dużego potwora, który często pojawia się jako przeciwnik Boga lub jego ludu. Często smok jest wiązany z morzem i można go identyfikować z wężem. W Nowym Testamencie słowo to pojawia się tylko w Objawieniu Sw. Jana (13 wystąpień). Może mieć związek z podobnym do niego smokiem z mitologii perskiej Aži Dahaka, Zahhak ("wąż Dahak", śr. per. Dahak, nwper. Zahak) – mityczny król-smok (awest. Azi Dahaka), także potworny król wąż.

#### Islam
Islam i wierzenia związane z islamem uznają koncepcję złych duchów uznanych za wrogie Dżinny, Ifrity i Szejtany. Istnienie kilku duchów demonicznych jest ogólnie przyjęte przez teologię islamską. Wierzenia w liczne istoty demoniczne znaleźć można w islamskim folklorze. Ponadto Koran wspomina o demonach Zabanijja, które torturuje potępionych w piekle. Wykonywanie kary odbywa się jednak zgodnie z rozkazem Boga, dlatego nie są zrównani z Szejtanem który zbuntował się przeciwko woli Bożej. Szczególnie w folklorze jest wiele nawiązań do demonologii perskiej (Szachname, Baśnie z 1000 i jednej nocy)
Przykłady istot demonicznych
- Szajtan, diabeł, także Iblis[32], iblis ( arab . إِبْلِيس ) «w wierzeniach muzułmańskich: zły duch, szatan» W tradycji islamskiej Iblis jest często utożsamiany z Szajtan("diabeł"), jednak termin Szajtan jest używany tylko jako zła moc, sam Iblis odgrywa bardziej niejednoznaczną rolę w tradycjach islamskich.
- Dżinny[33] (arab. جن) demony i duchy powstałe z czystego ognia bez dymu (w niektórych wersjach wierzeń z czystego płomienia oraz obłoku pary), które posiadają nadnaturalną potęgę i są niewidzialne, mogą jednak przyjmować dowolną postać (człowieka, zwierzęcia lub potwora).
- Ifrit (afryt, efryt, ifryt) – zły duch, demon, w wierzeniach muzułmańskich uważany za szczególnie złośliwego i niebezpiecznego, najpotężniejszy pośród dżinnów.
- Ghul (arab. غول) – zły duch pustynny (pojawiający się odosobnionych miejscach, na przykład na cmentarzach), demon, zwykle rodzaju żeńskiego.

### Okultyzm,teozofia,New Age
Wszystkie trzy nurty ezoteryczne wykorzystują elementy demonologii zaratusztriańskiej w dość swobodny i synkretyczny sposób, interpretując dewy, zarówno jako istoty złe jak i dobre, często łącząc to z kultem ziemi i pierwiastka żeńskiego.
- Steiner, Rudolph (1985). The Ahrimanic Deception[36].